# Théophile de Bordeu
Pour les articles homonymes, voir Bordeu.
Théophile de Bordeu, né le 22 février 1722 à Izeste (vallée d'Ossau) et mort le 23 novembre 1776 à Bagnères-de-Bigorre, est un médecin et philosophe français représentant important du vitalisme de Montpellier. Il est également en langue d'oc auteur de poésies béarnaises.

## Biographie
Né dans une famille de médecins, Théophile de Bordeu fit ses études de médecine à Montpellier, où il se signala très vite par son opposition aux doctrines de Boerhaave qui dominaient alors, à la suite de quoi il passa quelques mois à Pau où il découvrit le thermalisme pyrénéen. Il se fit ensuite recevoir à Paris avec le soutien de son cousin Louis de Lacaze, médecin ordinaire de Louis XV, et se fixa dans cette ville.
Il travailla un temps à l’Infirmerie royale de Versailles tout en se livrant à des études sur le pouls, le tissu muqueux, les glandes, les maladies chroniques et l’histoire de la médecine. En 1748, il lança le thermalisme pyrénéen en dirigeant la cure du duc et de la duchesse de Biron. Il fut nommé inspecteur des eaux thermales de la généralité d'Auch et inspecteur des eaux de Barèges l’année suivante.
Il fut le médecin de la comtesse du Barry et l’ami de Diderot, dont il influença les vues philosophiques sur la sensibilité par ses recherches sur le rôle du système nerveux, l’importance des fibres et la hiérarchie fonctionnelle des organes. Il rédigea l'article « Crise » pour l’Encyclopédie de Diderot qui fit de lui un des personnages de son Rêve de d’Alembert.
Tombé malade en 1775, il revint chercher la guérison auprès des eaux mais mourut dans son sommeil, ce qui fit dire que la mort le craignait si fort qu’elle l’avait pris en dormant.

## Travaux

### Philosophie et médecine
Propagateur zélé d’idées nouvelles, il eut de vifs démêlés avec plusieurs de ses confrères et fut quelque temps interdit.
Bordeu s’attacha toujours à prouver que tout ne s’explique pas dans les fonctions vitales par les simples lois de la mécanique ou de la chimie et qu’il faut admettre une force spéciale pour en rendre compte ; il la nomme sensibilité et il attribue à chaque organe une sensibilité qui lui est propre. La vie d'un corps animal est le produit de l'interaction de différents organes, animés chacun d'une vie propre :

« Tous les éléments du corps sont sensibles par essence ; la vie consiste dans la faculté qu'a la fibre animale de sentir et de se mouvoir elle-même. Tous les organes d'un animal vivent chacun à leur manière, sentent plus ou moins, et se meuvent, agissent ou se reposent dans des temps marqués. La somme de ces vies particulières établit la vie générale, entretenue par une suite d'actions et de réactions mesurées, qui déterminent dans chaque partie l'exercice de ses fonctions et l'ensemble de ses propriétés. »

— Th. de Bordeu, Essai sur les maladies chroniques
Il était avec Paul-Joseph Barthez, le fondateur de l'école vitaliste, également appelé la doctrine médicale de l'École de Montpellier.
On lui doit, en anatomie, d’importantes découvertes sur l’usage des glandes, sur la structure des tissus, découvertes qui ont ouvert la voie à Xavier Bichat.
Dans la médecine pratique, il insista sur l’utilité des eaux minérales pour la guérison des écrouelles, sur la nécessité de consulter le pouls et d’en distinguer les espèces, sur les avantages de l’inoculation.

### Poésie
Originaire du Béarn, Théophile de Bordeu parlait couramment la langue d'oc de son pays d'origine : le béarnais. Son poème Aumatge, dédié à la Vallée d'Ossau, fut publié dans l'anthologie de Vignancour,, au côté des autres grands auteurs en langue béarnaise des XVIIIe et XIXe siècles.

#### Houmatye
Prou b'an cantat, chens doute, et prou be canteran

Lou tendre amou, la guerre et tout ço qué de gran

Per lou mounde se hè, despuch qué, d'ûe alénade

Drin de proube en Adam per Diü estou cambiade.

Lous membres beü poussen, deü cap dinqu'aüs talous,

Coum aüs arbes sé hen, et branques et boutous ;

E soun sang qué coula, peü miey dé sas artères,

Coum l'ayguette qui court capbat las arribères;

Et coum lous rays deü sou se'n ban tout escaühan,

La calou qué s'esten, hens sas cars, en baran.

Que's debeille, que's lhèbe et sous membres qu'ayitte ; 

Sous oueils se soun plantats, cadû dens sa guéritte ;

Soun nas s'en bà senti; sa mâ que sab tasta ;

Sa lengue, dens soun clot, que s'apreste a gousta ;

Per l'aüreille qu'enten, quoan nou l'a pas trop dure :

Aquets utis qué soun lous cinc sens de nature.
(« Assez on a chanté, sans doute, et assez on chantera / le tendre amour, la guerre et tout ce que de grand / Par le monde se fait, depuis que d'un souffle / Un peu de poussière, en Adam, par Dieu fut changée. / Les membres lui poussèrent des pieds jusqu'aux talons, / Comme aux arbres se font et branches et boutons ; / Et le sang coula au milieu de ses artères, / Comme l'eau qui court à travers les plaines, / Et comme les rayons du soleil qui vont tout réchauffant ; / La chaleur s'étendit dans ses chairs en tournayant. »)

## Œuvres et publications
- Aquitaniae minerales aquae, Paris, Quillau, 1754.
- Correspondance, Montpellier, Centre national de la recherche scientifique, 1977–1979
- Hommage à la vallée d'Ossau, 1774.
- L’usage des eaux de Barèges et du mercure, pour les écrouelles : ou dissertation sur les tumeurs scrophuleuses, Paris, Debure, 1757
- Lettres contenant des essais sur l’histoire des eaux minérales du Béarn sur leur nature, différence, proprieté ; sur les maladies ausquelles elles conviennent, & sur la façon dont on doit s’en servir.
- Lettres contenant des essais sur l'histoire des eaux minérales du Béarn et de quelques-unes des provinces voisines, Amsterdam, Poppé libraires, 1746 ; seconde édition revue et augmentée en 1748.
- Lettres inédites, Bordeaux, Bière, 1960
- Nouvelles observations sur le pouls intermittent : qui indique l’usage des purgatifs, Paris, Vincent, 1761
- Œuvres complètes précédées d’une notice sur sa vie et sur ses ouvrages, Paris, Caille et Ravier, 1818[5],[6]
- Précis d’observations sur les eaux de Barèges et les autres eaux minérales du Bigorre et du Béarn, Paris, 1769
- Recherches anatomiques sur la position des glandes et sur leur action, Paris, Quillau, 1751
- Recherches anatomiques sur les articulations des os de la face, Paris, Imprimerie Royale, 1755
- Recherches sur l’histoire de la médecine, Paris, G. Masson, 1882
- Recherches sur le pouls par rapport aux crises contenant les décisions de plusieurs savans médecins sur la doctrine du pouls ; … on y a joint une dissertation nouvelle sur les sueurs critiques & leurs pouls, Paris, P. Fr. Didot jeune, 1779–1786
- Recherches sur le pouls par rapport aux crises, Paris, Didot jeune, 1772
- Recherches sur le tissu muqueux : ou, L’organe cellulaire, et sur quelques maladies de la poitrine, Paris, Didot le jeune, 1767
- Recherches sur le tissu muqueux, ou l’organe cellulaire, et sur quelques maladies de la poitrine, Paris, Didot le jeune, 1790
- Recherches sur les maladies chroniques : leurs rapports avec les maladies aiguës, leurs périodes, leur nature, et sur la manière dont on les traite aux eaux minérales de Barèges, et des autres sources de l’Aquitaine, Paris, Gabon : J.A.
- Recherches sur quelques points d’histoire de la medecine : qui peuvent avoir rapport à l’arrêt de la Grand’ Chambre du Parlement de Paris, concernant l’inoculation, et qui paroissent favorables à la tolérence de cette opération, Liège, [s.n.], 1764
- Recherches sur quelques points d’histoire de la médicine qui peuvent avoir rapport à l’arrêt de la grand’ chambre du Parlement de Paris, concernant l’inoculation, et qui paroissent favorables à la tolérence de cette opération.., Paris, Rémont, 1764
- Traité de médecine théorique & pratique, avec des remarques critiques de Minvielle, Paris, Ruault, 1774